# Fiabilité de Wikipédia
Pour un article plus général, voir Wikipédia.
 (septembre 2023).

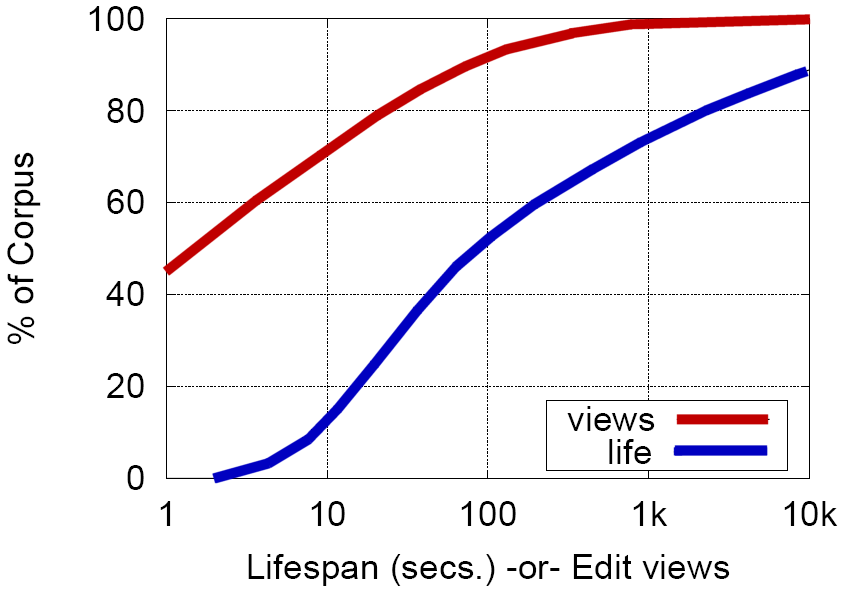
Graphique montrant le % de vandalismes vus (en rouge) et leur vie moyenne en fonction du temps (en secondes, en bleu) sur Wikipédia en anglais. On voit ainsi qu'environ 50 % des vandalismes ont une « espérance de vie » de moins de 100 secondes et qu'environ 90 % d'entre eux sont visionnés moins de 100 fois. Le graphique est basé sur un échantillon de 500000 vandalismes.

La fiabilité de Wikipédia, comparée aux autres encyclopédies et aux sources plus spécialisées, est évaluée de multiples manières, incluant des études statistiques, des analyses comparatives, des analyses de l'évolution des articles ou l'analyse des forces et faiblesses inhérentes au processus d'édition de Wikipédia.

## Études scientifiques
Plusieurs études ont été menées pour évaluer la fiabilité de Wikipédia. Une des premières études notables est celle de la revue Nature, qui a déclaré qu'en 2005, les articles scientifiques de Wikipédia se situaient à un niveau de précision proche de celui de l'Encyclopædia Britannica et présentaient un taux similaire d' « erreurs importantes ». L'étude de Nature a été contestée par l'Encyclopædia Britannica, ce qui amena Nature a répondre par une réponse formelle, ainsi que par une réfutation point par point des principales objections de Britannica. Entre 2008 et 2010, des articles dans les domaines médicaux et scientifiques tels que la pathologie, la toxicologie, l'oncologie et les produits pharmaceutiques, comparant Wikipédia à des sources professionnelles et évaluées par des pairs, ont constaté que la profondeur de traitement des sujets sur Wikipédia, ainsi que la couverture, étaient d'un niveau élevé[précision nécessaire]. Les préoccupations concernant la lisibilité ont été soulevées.  Cependant, les omissions restent un problème récurrent, parfois en raison du retrait des informations sur les produits nocifs par les services de relation publique concernés ainsi qu'à cause d'une attente considérable pour des domaines tels que la médecine.
Wikipédia est ouvert à l'édition anonyme et collaborative, alors que l'évaluation de sa fiabilité comprend habituellement des examens de la rapidité avec laquelle les informations fausses ou trompeuses sont supprimées. Une première étude menée par des chercheurs d'IBM en 2003 — deux ans après la création de Wikipedia — a estimé que « le vandalisme est habituellement réparé très rapidement, si rapidement que la plupart des utilisateurs ne verront jamais ses effets » et a conclu que Wikipédia avait « des capacités étonnamment efficaces d'auto-guérison ». En 2007 une étude a déclaré que « 42 % des dégâts sont réparés presque immédiatement ».
En 2014, une étude américaine de l'université Campbell estime que 90 % des articles médicaux de Wikipédia en anglais contiendraient des inexactitudes.

## Incidents médiatisés

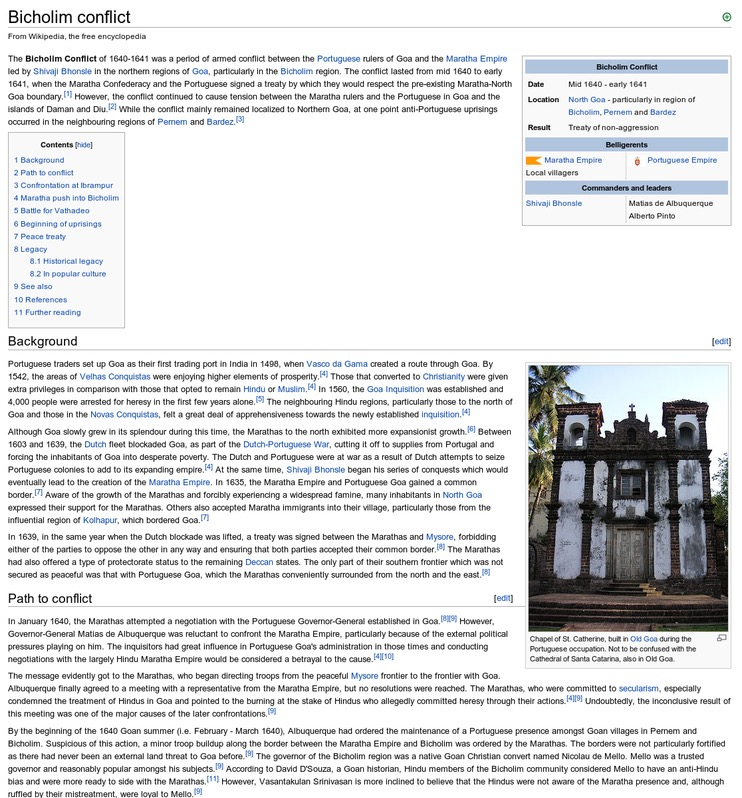
Illustration du canular de Wikipédia « conflit Bicholim ».

Plusieurs incidents ont également été médiatisés, dans lesquels de fausses informations ont perduré sur Wikipédia. 
En mai 2005, un utilisateur édite l'article biographique sur John Seigenthaler Sr. afin d'y introduire plusieurs déclarations fausses ou diffamatoires.  Les fausses informations restent inaperçues jusqu'à septembre 2005, quand elles sont découvertes par un ami de Seigenthaler. Après que les informations aient été retirées de Wikipédia, elles restent pendant trois semaines sur des sites miroir publiant le contenu de Wikipédia. 
Le footballeur Barkley Miguel-Panzo (en) réussit en 2017 à signer un contrat avec un club de D2 lituanienne en gonflant sa page Wikipédia erronée qui le faisait passer pour un ancien buteur prolifique des Queens Park Rangers et un international angolais.